# Chiesa di Santa Giuliana (Levico Terme)
La chiesa di Santa Giuliana è la parrocchiale a Santa Giuliana, frazione di Levico Terme. La sua origine si colloca nel XV secolo.

## Storia
Il primo edificio religioso a Santa Giuliana in Palude viene citato già nel 1467. Tale piccola chiesa, forse il primo nucleo dell'antica pieve, era stata eretta più vicino al fiume Brenta della chiesa che sarebbe stata costruita dopo, sulla strada imperiale.
Venne affidata ad un rettore che dipendeva dalla vicina Calceranica e in seguito vi si stabilì un eremita. Durante un'epidemia di peste del 1636 divenne un lazzaretto poi fu lasciata in stato di abbandono.
Venne ancora ristrutturata nel 1725 ma solo sessant'anni dopo venne soppressa in modo definitivo.
Nel XX secolo venne eretto il nuovo edificio nelle forme che ci sono pervenute.
La costruzione iniziò nel 1929 e subito venne ornata con dipinti e graffiti.
Ottenne dignità parrocchiale nel 1955.
Nel 1968 venne modificato il presbiterio per realizzare il necessario adeguamento liturgico.